# Bazile Mills (Nebraska)
Bazile Mills es una villa ubicada en el condado de Knox, en el estado estadounidense de Nebraska. En el Censo de 2010 tenía una población de 29 habitantes y una densidad de 22,94 personas por km².

## Geografía
Bazile Mills se encuentra ubicada en las coordenadas 42°30′45″N 97°54′30″O / 42.51250, -97.90833. Según la Oficina del Censo de los Estados Unidos, Bazile Mills tiene una superficie total de 1.26 km², toda ella tierra firme.

## Demografía
Según el censo de 2010, había 29 personas residiendo en Bazile Mills. La densidad de población era de 22,94 hab./km². De los 29 habitantes, Bazile Mills estaba compuesto por el 89.66% blancos, el 6.9% eran asiáticos y el 3.45% pertenecían a dos o más razas.